# Shisui
Shisui (jap. 酒々井町 Shisui-machi) – miasto w Japonii, na wyspie Honsiu, w prefekturze Chiba. Według danych na rok 2020 miejscowość zamieszkiwało 20 745 mieszkańców , a gęstość zaludnienia wyniosła 1091,3 os./km².